# Tahj Minniecon
Tahj Minniecon (* 13. Februar 1989 in Cairns) ist ein ehemaliger australischer Fußballspieler. Der Offensivspieler stand während seiner Karriere hauptsächlich für Clubs der australischen A-League auf dem Platz.

## Karriere
Minniecon wurde 2007 vom A-League-Club Queensland Roar unter Vertrag genommen, nachdem er drei Jahre an der Sportakademie von Queensland und dem staatlichen australischen Sportinstitut ausgebildet wurde. Gegen Ende seiner ersten Profisaison kam er vermehrt zu Einsätzen und bestritt unter anderem alle drei Partien für seinen Club in der Play-off-Runde. In der Sommerpause spielte er für einige Zeit bei den Redlands City Devils, bevor er in seiner zweiten Saison bei Roar zu insgesamt 14 Einsätzen kam, obwohl er durch seine Teilnahme mit der australischen U-20-Auswahl an der U-19-Asienmeisterschaft 2008 mehrere Wochen fehlte. Dort erzielte er bei seinen vier Einsätzen einen Treffer und qualifizierte sich mit der Mannschaft durch den Einzug ins Halbfinale für die Junioren-WM 2009 in Ägypten.
Anfang 2009 wurde bekannt, dass Minniecon zur Saison 2009/10 zum Expansion Team Gold Coast United wechselt. Hauptgrund für den Wechsel waren finanzielle Aspekte. So sollte er als Junior Marquee Player bei United etwa 130.000 A$ verdienen, deutlich mehr als bei Queensland Roar.
Nachdem Gold Coast United wegen vieler Regelverstöße gegen die A-League-Richtlinien die Spiel-Lizenz entzogen wurde, gab er zur Saison 2012/13 seinen Wechsel zum neu gegründeten Verein Western Sydney Wanderers bekannt. Nach drei durchwachsenen Saisons, mit nur 16 Einsätzen, wechselte er noch einmal innerhalb der australischen Liga zu den Rockdale City Suns, bevor er ab 2014 für vier Jahre auf den Philippinen spielte.